# Tsunami One
Tsunami One – duet brytyjskich DJi, grający muzykę Nu skool breaks, w którego skład wchodził Adam Freeland oraz Kevin Beber.
Zadebiutowali w 1999 roku singlem Hip-Hop Phenomenon. Od 2005 duet nie wykazuje żadnej aktywności a muzycy koncentrują się bardziej na karierze solowej.